# Mistrovství Československa jednotlivců na klasické ploché dráze 1983
Mistrovství Československa jednotlivců na klasické ploché dráze 1983 bylo tvořeno 4 závody. Prvních 10 závodníků si zajistilo účast v dalším ročníku.

## Závody
Z1 = Žarnovica – 17. 4. 1983
Z2 = Praha – 27. 5. 1983
Z3 = Pardubice – 28. 5. 1983
Z4 = Plzeň – 29. 5. 1983

## Celkové výsledky
| Pořadí | Jméno                                 | Klub              | Body | Body celkem |
| ------ | ------------------------------------- | ----------------- | ---- | ----------- |
| 1.     | Jiří Štancl                           | Rudá hvězda Praha |      | 57          |
| 2.     | Petr Ondrašík                         | Rudá hvězda Praha |      | 48          |
| 3.     | Aleš Dryml                            | Pardubice         |      | 47          |
| 4.     | Václav Verner                         | Pardubice         |      | 46          |
| 5.     | Antonín Kasper                        | Rudá hvězda Praha |      | 42          |
| 6.     | Jan Verner                            | Rudá hvězda Praha |      | 33          |
| 7.     | Stanislav Urban                       | Pardubice         |      | 30          |
| 8.     | Emil Sova                             | Pardubice         |      | 29          |
| 9.     | Petr Kučera                           | Pardubice         |      | 29          |
| 10.    | Pavel Karnas                          | Pardubice         |      | 27          |
| 11.    | Jindřich Dominik                      | Plzeň             |      | 24          |
| 12.    | Milan Špinka                          | Rudá hvězda Praha |      | 21          |
| 13.    | Ladislav Hradecký                     | Slaný             |      | 18          |
| 14.    | Zdeno Vaculík                         | Žarnovica         |      | 11          |
| 15.    | Petr Kubíček                          | Rudá hvězda Praha |      | 6           |
| 16.    | Pavol Tonhauser                       | Žarnovica         |      | 6           |
| 17.    | Jiří Svoboda                          | Rudá hvězda Praha |      | 3           |
| 18.    | Jaromír Bartoš (motocyklový závodník) | Plzeň             |      | 2           |

### 1. závod Žarnovica - 17. dubna 1983
| Pořadí | Jméno           | Klub              | Body | Body celkem |
| ------ | --------------- | ----------------- | ---- | ----------- |
| 1.     | Jiří Štancl     | Rudá hvězda Praha |      | 15          |
| 2.     | Petr Ondrašík   | Rudá hvězda Praha |      | 13          |
| 3.     | Václav Verner   | Pardubice         |      | 12          |
| 4.     | Stanislav Urban | Pardubice         |      | 10          |
| 4.     | Aleš Dryml      | Pardubice         |      | 10          |
| 4.     | Pavel Karnas    | Pardubice         |      | 10          |

### 2. závod Praha - 27. května 1983
| Pořadí | Jméno          | Klub              | Body | Body celkem |
| ------ | -------------- | ----------------- | ---- | ----------- |
| 1.     | Jiří Štancl    | Rudá hvězda Praha |      | 14          |
| 2.     | Antonín Kasper | Rudá hvězda Praha |      | 14          |
| 3.     | Petr Ondrašík  | Rudá hvězda Praha |      | 12          |

### 3. závod Pardubice - 28. května 1983
| Pořadí | Jméno         | Klub              | Body | Body celkem |
| ------ | ------------- | ----------------- | ---- | ----------- |
| 1.     | Jiří Štancl   | Rudá hvězda Praha |      | 15          |
| 2.     | Aleš Dryml    | Pardubice         |      | 14          |
| 3.     | Petr Ondrašík | Rudá hvězda Praha |      | 12          |

### 4. závod Plzeň - 29. května 1983
| Pořadí | Jméno         | Klub              | Body | Body celkem |
| ------ | ------------- | ----------------- | ---- | ----------- |
| 1.     | Jiří Štancl   | Rudá hvězda Praha |      | 13          |
| 2.     | Aleš Dryml    | Pardubice         |      | 13          |
| 3.     | Václav Verner | Pardubice         |      |             |